# رماح (اسم)
رماح هو اسم علم مذكر من أصل عربي، ومعناه هو بصيغة المبالغة، شديد الطعن بالرمح، صانع الرماح ومتخذها، وصنعته الرماحة.

## وصلات خارجية
- موسوعة السلطان قابوس لأسماء العرب نسخة محفوظة 5 أبريل 2019 على موقع واي باك مشين.